# Iván Valdés (Fußballspieler, 1957)
Iván Antonio Valdés Millán (* 4. Juni 1957) ist ein ehemaliger chilenischer Fußballspieler. Der Mittelfeldspieler bestritt drei Länderspiele für die Nationalmannschaft.

## Karriere

### Verein
Iván Valdés spielte mindestens 1984 und 1985 bei Unión Española. Danach wechselte der Mittelfeldspieler zum CD O’Higgins in die Segunda División. 1987 und 1989 lief Valdés für die Rangers de Talca auf, 1988 war er für Deportes Valdivia aktiv. Weitere Informationen zu seinen Stationen sind nicht belegt.

### Nationalmannschaft
Das Debüt in der A-Nationalmannschaft gab Iván Valdés im Januar 1989 beim Freundschaftsspiel gegen Ecuador. Nur wenig später bestritt er zwei weitere Länderspiele bei der Copa Centenario de Armenia. Das Spiel gegen Kolumbien im Februar 1989 war sein letztes Länderspiel.